# Перронно, Жан-Батист
Жан-Бати́ст Перронно́, Перроно́, Перонно (фр. Jean-Baptiste Perronneau, Perroneau, Peronneau; 1715, Париж, Королевство Франция — 19 ноября 1783, Амстердам, Республика Соединённых провинций) — французский живописец и рисовальщик, академик Королевской академии живописи и скульптуры (с 1753, ассоциированный член с 1746); наряду со своим современником Морисом Кантеном де Латуром — один из крупнейших мастеров французского пастельного портрета.

## Биография
Будущий художник родился в Париже в 1715 году в семье буржуа Генри Перронно и Марии-Женевьевы Фремон.
В ноябре 1752 года Перронно женился на Луизе-Шарлотте Обер, дочери миниатюриста Луи-Франсуа Обера. Супруги имели двух сыновей.
В целом жизнь художника можно разделить на два этапа: до свадьбы он почти не выезжая жил в Париже, тогда как после — переезжал и странствовал до конца своей жизни. Он путешествовал по Франции, посетил Италию, Испанию, Англию, Германию, Польшу. В 1781 году художник побывал в Санкт-Петербурге, о чём свидетельствует заметка о его отъезде в «Санкт-Петербургских ведомостях» от 7 декабря. Перронно много ездил в Нидерланды, пользовавшиеся в то время популярностью у художников. Он умер в Амстердаме в 1783 году.

## Творчество
Начал учиться рисунку у Шарля-Жозефа Натуара. Затем перешёл к Лорану Кару с намерением стать гравёром, но вскоре решил оставить гравюры и стал писать пастелью. В этом он довольно быстро преуспел.
В 1746 году Перронно прошёл первый этап вступления в Королевскую Академию живописи и скульптуры. Следующим этапом было написание картины на заданную директором академии тему. Перронно было предложено написать маслом портреты скульптора Адама старшего и художника Жана-Батиста Удри. 28 июля 1753 года, после экспозиции этих работ, Перронно было присвоено звание академика.
Самый первый из дошедших до нас пастельных портретов датирован августом 1743 года (в верхнем правом углу картины): это «Портрет девочки с кошкой», хранящийся в Лондонской Национальной галерее. Однако существует вероятность, что это более поздняя имитация Перронно.
Несколько десятков портретов художника находятся в музеях и частных коллекциях Европы и Америки. Самые крупные собрания представлены в Лувре и музее изящных искусств Орлеана. В России три портрета кисти Перронно хранятся в Эрмитаже, в их числе «Портрет мальчика с книгой», на котором, возможно, изображён младший брат художника.

## Галерея
- Мальчик с книгой. 1740-е годы. Эрмитаж
- Портрет мадам де Соркенвиль. 1749. Лувр
- Портрет Жака Казота. 1760. Лондонская Национальная галерея
- Портрет Тассена де ла Ренадьера. 1765. Лувр
- Портрет Жана-Жоржа Новерра. Лувр
- Портрет Оливье Журню. 1756. Метрополитен-музей
- Портрет Удри. 1753. Лувр